# Ludwig Winckel (Geodät)
Ludwig Winckel (* 12. September 1838 in Brakel (Kreis Höxter); † 1904 in Brakel) war ein deutscher Geodät, Vermessungsdirektor in Altenburg und lange Jahre Vorsitzender des Deutschen Geometer-Vereins (D.G.V.). Winckels Vater war als Katastergeometer bei der Anlage des westfälischen Katasters tätig gewesen.

## Leben und Wirken
Nach Winckels eigenen Angaben war er in seinen Jugendjahren recht leichtlebig und hat erst nach Ableistung seiner Militärdienstpflicht angefangen, ernsthaft zu arbeiten. Mit 23 begann er eine Tätigkeit als Bauassistent im Bahnbau.
1868 legte Winckel in Minden das Feldmesserexamen ab und er trat danach als Abteilungsgeometer in den Dienst der Rheinischen Eisenbahn-Gesellschaft. 1872 wurde er zum Obergeometer berufen und nach Köln versetzt. Nach der Verstaatlichung der Rheinischen Eisenbahn-Gesellschaft wurde er 1885 in den preußischen Staatsdienst übernommen und nach Neuwied versetzt.
Im Jahre 1892 entwickelt sich bei Winckel eine Augenschwäche und er beantragte die Versetzung in den Ruhestand. Dennoch wechselte er dann nach Altenburg und übernahm dort bis 1903 als Vermessungsdirektor die Leitung der Stadtmessung. 1903 trat er aufgrund seines zunehmend stärker werdenden Augenleidens endgültig in den Ruhestand und kehrte an seinen Geburtsort zurück, wo er im Sommer 1904 starb.
Während der Kriege in den Jahren 1864, 1866 und 1870/71 war Winckel als Soldat zur Fahne einberufen worden, trat aber nach Beendigung der Feldzüge jedes Mal in seine frühere Stellung zurück.
Winckel war verheiratet und hatte acht Kinder, von denen vier schon in der Kindheit starben.

## Winckel und der Deutsche Geometer-Verein
Winckel trat dem 1871 gegründeten Deutschen Geometer-Verein im Jahr 1873 bei. Nachdem er im Jahr 1875 bereits die Funktion als Schriftführer übernommen hatte, wurde er im Jahr 1876 zum Vorsitzenden des Vereins gewählt und stand diesem von 1877 bis 1902 vor. Winckel bezeichnete diese Tätigkeit als seine Lebensaufgabe. Er wandte sich entschieden gegen eine Zersplitterung der Kräfte und das Bestreben mancher Zweigvereine, eigene Fachzeitschriften in Konkurrenz zur 1873 gegründeten Zeitschrift für Vermessungswesen herauszugeben. Im Mittelpunkt der Verbandsbestrebungen stand in jener Zeit die Ausbildung im Vermessungswesen, vor allem die Forderung, das Abitur als Voraussetzung für den Eintritt in die Landmesserlaufbahn vorzusehen. Nachdem die Preußische Staatsregierung zu erkennen gab, dass sie die Grund- und Gebäudesteuer den Kommunen überlassen wollte, setzte man sich gegen eine Kommunalisierung des Katasters ein.